# Mufasa: Kralj lavova
Mufasa: Kralj lavova (eng. Mufasa: The Lion King) je nadolazeći američki glazbeni dramski film iz 2024. u režiji Barryja Jenkinsa čiji je scenarij napisao Jeff Nathanson. U produkciji studija Walt Disney Pictures i Pastel Productions, film je fotorealistično animiran, a i prednastavak i nastavak remakea iz 2019. i animiranog filma Kralja lavova iz 1994. godine. Donald Glover, Seth Rogen, Billy Eichner, John Kani i Beyoncé Knowles-Carter repriziraju svoje uloge iz prvog dijela; novi članovi glumačke postave su Aaron Pierre, Kelvin Harrison Jr., Mads Mikkelsen, Thandiwe Newton, Tiffany Boone, Lennie James i Knowles-Carterova kći Blue Ivy Carter u svom dugometražnom filmskom debiju.
Razvoj prequela Kralja lavova potvrđen je u rujnu 2020., pri čemu je Jenkins režirao, a Nathanson dovršavao nacrt scenarija. Pierre i Harrison Jr. najavljeni su kao glasovni glumci u kolovozu 2021., nakon čega je uslijedio daljnji odabir između rujna 2022. i travnja 2024. Film je službeno najavljen kada je njegov službeni naslov otkriven u rujnu 2022. na najavi D23 Expo 2022. Produkcija filma usporena je u srpnju 2023. zbog štrajka SAG-AFTRA 2023.
Mufasa: Kralj lavova trebao bi biti objavljen u Sjedinjenim Državama od strane Walt Disney Studios Motion Pictures 20. prosinca 2024., u Hrvatskoj od 19. prosinca.

## Radnja
U Ponosnoj zemlji u Tanzaniji nakon događaja iz Kralja lavova (2019.), mandril Rafiki pripovijeda Kiari (unuci Mufase, Simbina i Nalina kći), priču o dva lava, Mufasi i Taki. Priča prati siroče Mufasu, s kojim se sprijatelji mladi princ Taka, a usvoji ga Takina obitelj; Par postaje blizak poput braće. Merkat Timon i bradavičasta svinja Pumbaa dodaju komične komentare.

## Glasovna postava
- Aaron Pierre kao Mufasa, lav koji odrasta i postaje budući kralj Ponosne zemlje i Simbin otac.
  - Braelyn Rankins kao mladi Mufasa
- Kelvin Harrison Jr. kao Taka, lav koji kasnije postaje poznat kao Scar.
  - Theo Somolu kao mladi Taka
- John Kani kao Rafiki, mudri mandril koji služi kao šaman Ponosne zemlje i Mufasin bliski prijatelj, koji pripovjeda svoju priču s Kiarom, Timonom i Pumbom.
  - Kagiso Lediga kao mladi Rafiki
- Seth Rogen kao Pumba, bradavičasta svinja koja se sprijateljila sa Simbom dok je bio mladunče.
- Billy Eichner kao Timon, mudri merkat koji se sprijateljio sa Simbom dok je bio mladunče.
- Donald Glover kao SImba, lav koji je trenutni kralj Ponosne zemlje i Mufasin sin.
- Mads Mikkelsen kao Kiros, zastrašujući vođa ponosa bijelih lavova s utjecajnim planovima.
- Thandiwe Newton kao Eshe, lavica, Takina majka, Mufasina posvojiteljica i Obasijeva partnerica.
- Lennie James kao Obasi, lav, Takin otac, Mufasin posvojitelj, Esheov partner i vođa njegovog ponosa.
- Tiffany Boone kao Sarabi, lavica koja se sprijateljila s Mufasom, Takom i Rafikijem, i koja će odrasti u buduću kraljicu Ponosne zemlje i Simbinu majku.
- Blue Ivy Carter kao Kiara, mladunče lava koja je kći Simbe i Nale te unuka Mufase i Sarabi, princeza Ponosne zemlje
- Beyoncé Knowles-Carter kao Nala, lavica, Simbina partnerica i kraljica Ponosne zemlje te Mufasina i Sarabina snaha.
- Preston Nyman kao Zazu, mladi kljunorožac koji je budući majordom kralja Ponosne zemlje.
- Keith David kao Masego, lav, Mufasin biološki otac.
- Anika Noni Rose kao Afia, lavica, Mufasina biološka majka
- Joanna Jones
- Folake Olowofoyeku
- Thuso Mbedu
- Sheila Atim
- Abdul Salis
- Dominique Jennings

## Promocija
Tijekom D23, 9. rujna 2022., tijekom D23, objavljen je naslov filma: Mufasa: Kralj lavova (Mufasa: The Lion King) zajedno s logotipom filma. Dana 29. travnja 2024. objavljen je teaser, plakat filma i datum izlaska.
Dana 9. kolovoza 2024. tijekom D23 2024. predstavljena je prva službena najava.

## Vanjske poveznice
- Mufasa: Kralj lavova u internetskoj bazi filmova IMDb-a